# Per Sköld
För den socialdemokratiska politikern, se Per Edvin Sköld.
Per Ingvar Sköld, född 29 december 1922 i Engelbrekts församling i Stockholm, död 6 februari 2008 i Hedvig Eleonora församling i Stockholm, var en svensk  ämbetsman.

## Biografi
Sköld avlade studentexamen i Bromma 1942. Efter värnpliktstjänstgöring vid Svea ingenjörkår  avlade han officersexamen vid Kungliga Krigsskolan 1945 och utnämndes samma år till fänrik i reserven vid Svea ingenjörkår. År 1973 utnämndes han till major i ingenjörtruppernas reserv.
Sköld utbildade sig till jägmästare vid Kungliga Skogshögskolan 1948 och anställdes samma år vid Domänverket. Han var därefter biträdande jägmästare i Älvsby revir 1949–1952, Kollebergs skolrevir 1952–1956 och ordinarie jägmästare där 1956–1961. Han var överjägmästare i Östra distriktet 1961–1964, överdirektör och souschef i  Domänstyrelsen samt generaldirektör och chef för Domänstyrelsen 1965–1969. Han var vice verkställande direktör i Statsföretag AB 1970–1971 och verkställande direktör 1971–1982. Han utsågs till kabinettskammarherre 1985 och var riksmarskalk 1986–1995 samt ordenskansler vid Kungl. Maj:ts Orden 1996–2004.
Per Sköld invaldes som ledamot av Kungliga Skogs- och Lantbruksakademien 1965, som ledamot av Kungliga Krigsvetenskapsakademien 1976  och som ledamot av Kungliga Ingenjörsvetenskapsakademien 1976. Han var styresman för Kungliga Krigsvetenskapsakademien 1985–1988. Han utsågs till skoglig hedersdoktor vid Sveriges lantbruksuniversitet 1983.
Sköld var ordförande i Carl Tryggers stiftelse för vetenskaplig forskning 1986–2007, ordförande i Sober Handels AB 1985–1996, ordförande i Centralförbundet för befälsutbildning 1970–1989, ordförande i Ridfrämjandet 1970–1985, ordförande i Svenska Ridsportens Centralförbund 1970–1979, ordförande i Svenska Jägareförbundet 1979–1985, ordförande i Föreningen för den beridna högvakten 1987–1999, ordförande i Skogssällskapet 1987–1992, ledamot av direktionen för Danvikshem 1966–2001, ledamot av styrelsen för Graningeverken 1984–1992 och ledamot av styrelsen för Världsnaturfonden i Sverige 1988–1993. Han är begravd på Galärvarvskyrkogården i Stockholm.
Per Sköld var son till statsrådet Per Edvin Sköld samt bror till arméchefen, general Nils Sköld, överdirektören i Skolöverstyrelsen Lars Sköld, samt riksantikvarien Margareta Biörnstad.

## Utmärkelser
- Storkors av Norska förtjänstorden (1 juli 1992)[12]
- 1:a klass av Vita stjärnans orden (september 1995)[13]